# Vasyl Yakovlev
Vasyl Leninitovych Yakovlev –en ucraniano, Василь Ленінітович Яковлев– (Odesa, 3 de julio de 1972) es un deportista ucraniano que compitió en ciclismo en las modalidades de pista, especialista en las pruebas de puntuación y ómnium, y ruta.
Ganó dos medallas en el Campeonato Mundial de Ciclismo en Pista, plata en 1999 y bronce en 1993, y una medalla de bronce en el Campeonato Europeo de Ómnium de 1999.
Participó en cuatro Juegos Olímpicos de Verano, entre los años 1992 y 2004, ocupando el cuarto lugar en Atlanta 1996 en la carrera por puntos y el quinto lugar en Atenas 2004 en la prueba de madison.

## Medallero internacional
| Campeonato Mundial | Campeonato Mundial | Campeonato Mundial | Campeonato Mundial |
| Año                | Lugar              | Medalla            | Competición        |
| ------------------ | ------------------ | ------------------ | ------------------ |
| 1993               | Hamar ( Noruega)   | Medalla de bronce  | Puntuación         |
| 1999               | Berlín ( Alemania) | Medalla de plata   | Puntuación         |
| Campeonato Europeo |                    |                    |                    |
| Año                | Lugar              | Medalla            | Competición        |
| 1999               | Dalmine ( Italia)  | Medalla de bronce  | Ómnium             |

1. ↑  Campeonato Europeo realizado sólo para la disciplina de ómnium.